# NGC 1452
NGC 1452 (= NGC 1455) è una galassia a spirale barrata situata nella costellazione dell'Eridano, a una distanza di circa 78 milioni di anni luce dalla nostra Via Lattea.

## Scoperta
La galassia è stata scoperta il 6 ottobre 1785 dall'astronomo britannico di origine tedesca William Herschel.
Nel 1886 la stessa galassia è stata osservata dall'astronomo statunitense Francis Leavenworth; questa nuova osservazione venne in seguito inserita nel New General Catalogue con la designazione NGC 1455.

## Descrizione
NGC 1452 è stata utilizzata da Gérard de Vaucouleurs come esempio di galassia del tipo morfologico "(R')SB(r)a" nel suo atlante delle galassie.
NGC 1452 presenta una larga riga a 21 cm dell'idrogeno neutro, e fa parte dell'Ammasso di Eridano.

## Gruppo di NGC 1407
NGC 1452 fa parte del Gruppo di NGC 1407, che comprende nove membri. Le altre galassie del gruppo sono IC 343, IC 346, NGC 1359(?), NGC 1407, NGC 1440, ESO 548-44, ESO 548-47 e ESO 548-68.
Secondo Powell, la galassia NGC 1359 fa invece parte del gruppo che porta il suo nome, il Gruppo di NGC 1359.